# Randy Tate (Baseballspieler)
Randall Lee „Randy“ Tate (geboren am 3. Oktober 1952 in Florence, Alabama; gestorben am 25. März 2021 in Muscle Shoals, Alabama) war ein US-amerikanischer Baseballspieler in der Major League Baseball (MLB) auf der Position des Pitchers, der 1975 für die New York Mets auflief.

## Werdegang
Tate wurde in der fünften Runde des MLB Draft 1972 von New York Mets ausgewählt. Zunächst spielte er in den Farmteams der Mets. Im Alter von 22 Jahren gab Tate am 14. April 1975 für die New York Mets gegen die Philadelphia Phillies sein Debüt in der MLB. In dem Spiel pitchte Tate acht Innings und ließ fünf Hits und drei Runs zu. Das Spiel verloren die Mets mit 3 zu 4. In seiner MLB-Laufbahn lief er insgesamt in 26 Spielen auf und konnte keinen einzigen Hit bei 41 At-Bats verzeichnen. Sein letztes Spiel machte Tate am 27. September 1975 gegen Phillies. In dem Spiel pitchte er 1 1⁄3 Innings und ließ drei Runs zu. Das Spiel verloren die Mets mit 1 zu 8. Nach 1975 spielte er in der Triple-A für die Pittsburgh Pirates und beendete in deren Organisation 1978 seine aktive Karriere.
Seine MLB-Statistiken belaufen sich auf 5 gewonnene Spiele, 13 verlorene Spiele, 99 Strikeouts bei einem Earned Run Average von 4,45.
Tate starb Ende März 2021 im Alter von 68 Jahren im Zusammenhang mit einer SARS-CoV-2-Infektion.